# Яна-Буляк
Яна-Буляк — деревня в Тукаевском районе Татарстана. Административный центр Яна-Булякского сельского поселения.

## География
Находится в северо-восточной части Татарстана на расстоянии приблизительно 25 км на юг по прямой от районного центра города Набережные Челны.

## История
Основана в 1931 году. Родина певца Ильгама Шакирова.

## Население
Постоянных жителей было: в 1949 году — 245, в 1958—237, в 1970—287, в 1979—234, в 1989—283, в 2002—298, 298 в 2002 году (татары 99 %), 307 в 2010.

## Инфраструктура
Средняя школа, дом культуры, библиотека, мечеть.